# Präriebussard

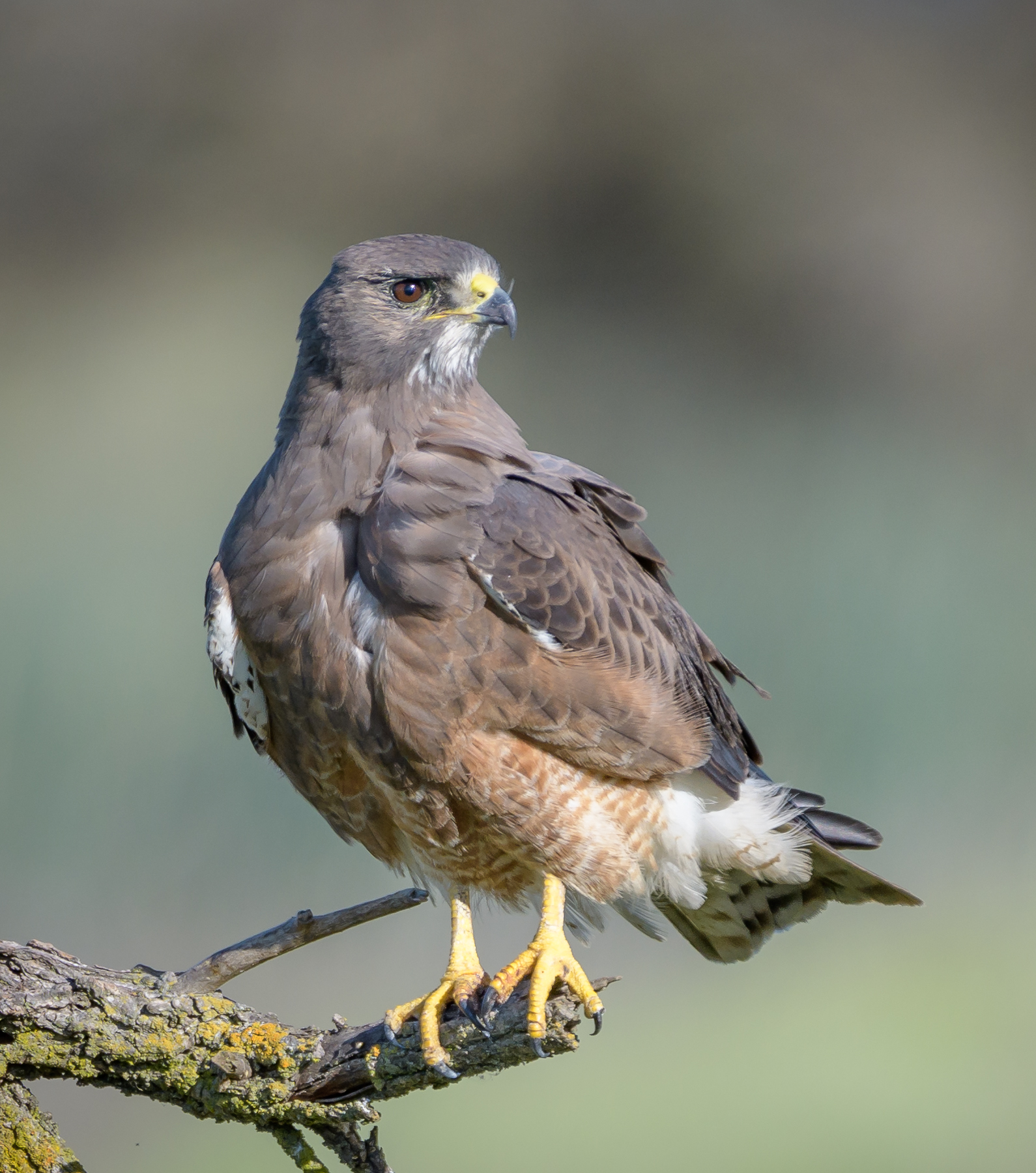
Präriebussard (Buteo swainsoni), intermediäre Morphe

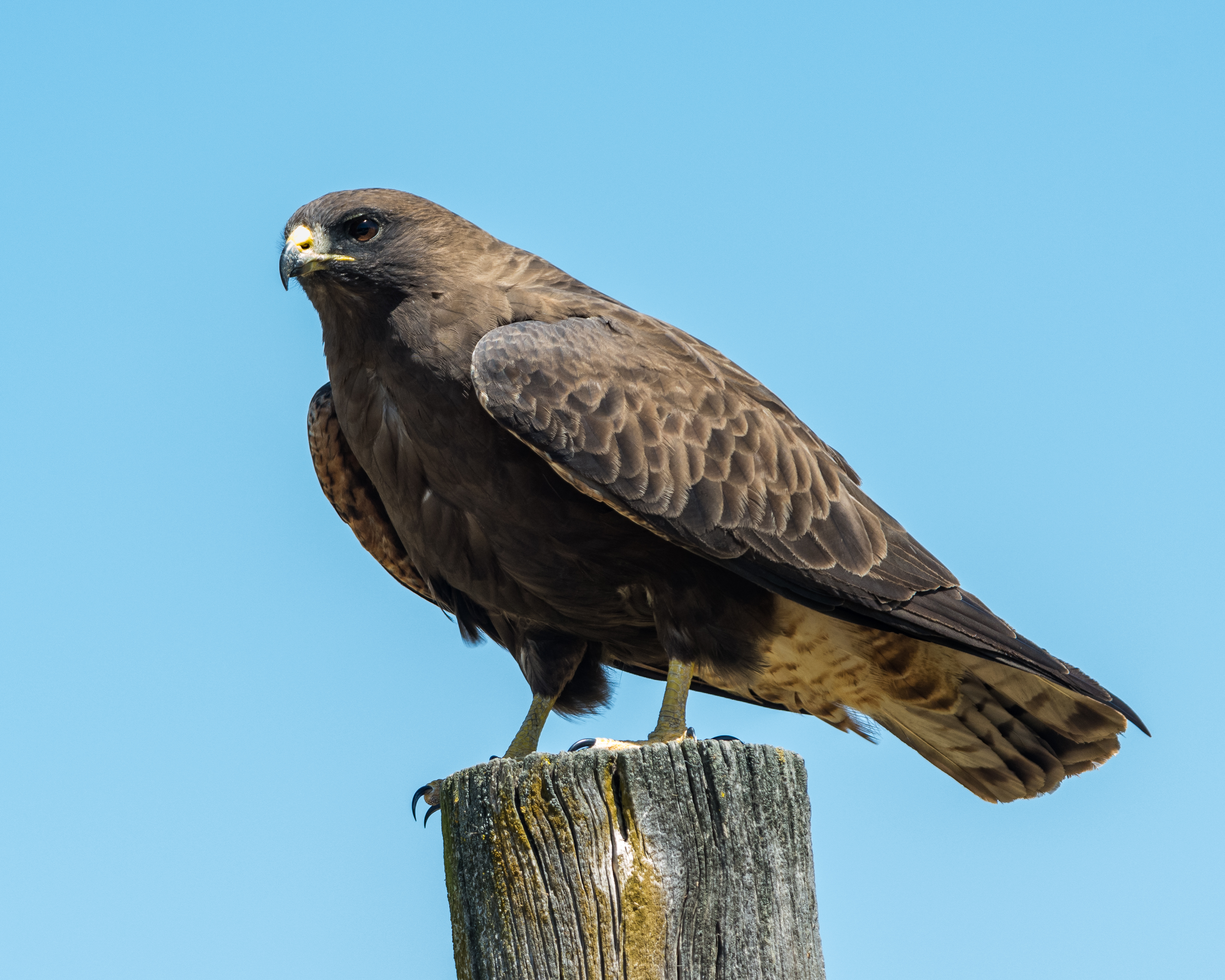
Präriebussard (Buteo swainsoni), dunkle Morphe

Der Präriebussard (Buteo swainsoni) ist ein Vertreter der Echten Bussarde (Gattung Buteo) aus der Familie der Habichtartigen (Accipitridae). Er kommt im Westen Nordamerikas vor.

## Beschreibung
Der Präriebussard hat eine durchschnittliche Körperlänge von 53 Zentimetern und eine Spannweite von 132 Zentimetern. Er kann von jedem anderen Bussard anhand der langen, schmalen und spitz endenden Flügel unterschieden werden.
Im Segelflug über Ebenen und der Prärie werden die Flügel aufgestellt und der taumelnde Flug erinnert an Geier.
Sein Gefieder ist äußerst variabel. Ihm fehlen im Gegensatz zum Rotschwanzbussard die hellen Flecken auf den Schirmfedern und den Decken der Handschwingen. Der Schnabel ist weniger mächtig, die Wachshaut ist gelb. Die Flügeloberseite ist einfarbig braun bis dunkelbraun, die Flügeldecken haben blasse helle Endsäume. Die Unterseite und die Oberschwanzdecken sind hell, ebenso der immer weiße Kehlfleck. Im Flug sind helle Querbänder auf dem Großgefieder (Armschwingen, Handschwingen und Schwanzfedern) zu sehen.
Die Iris ist bei Jungvögeln hell, bei Altvögeln dunkel.
Es lassen sich drei Morphen (Farbtypen) des Präriebussards unterscheiden.

### Helle Morphe
Die Unterseite der Flügel der dunklen Morphe hat eine helle, schmutzig-weißliche Grundfarbe, die sich von den dunklen Querbändern des Großgefieders abhebt. Sie haben einen deutlichen, braunen Brustlatz, der zur restlichen, weißen Unterseite klar abgesetzt ist. Die Flanken haben eine unvollständige, dünne, hellbraune Querbänderung. Die ‚Hosen‘ (befiederte Unterschenkel) sind weiß und ungebändert.
Jungvögel dieser Morphe haben einen dunklen Bartstreif, der sich von der hellen Kehle absetzt, und einen hellen Überaugenstreifen von der Schnabelwurzel bis zum Hinterkopf. Die Flanken haben große, der Bauch kleinere dunkle Flecken.

### Intermediäre Morphe
Die Färbung der intermediären Morphe (Zwischentyp) liegt zwischen der hellen und der dunklen Morphe und schließt einen bräunlichen Typ mit ein. Bei diesem ist die hellbraune Unterseite einschließlich der Hosen gleichmäßig dunkel quergebändert (‚gesperbert‘).

### Dunkle Morphe
Die dunkle Morphe des Präriebussards ist dunkelbraun mit weißen Unterschwanzdecken. Die hellen Querbänder auf der Flügelunterseite heben sich weniger stark von der ansonsten dunklen Unterseite ab. Die dunkelsten Individuen dieser Morphe haben eine einfarbige Unterseite.

## Stimme
Außerhalb der Brutsaison ist der Präriebussard wenig ruffreudig. Der Ruf ist ein schrilles „kiarrrrrrr“, das schwächer als der ähnliche Ruf des Rotschwanzbussards klingt.

## Verbreitung

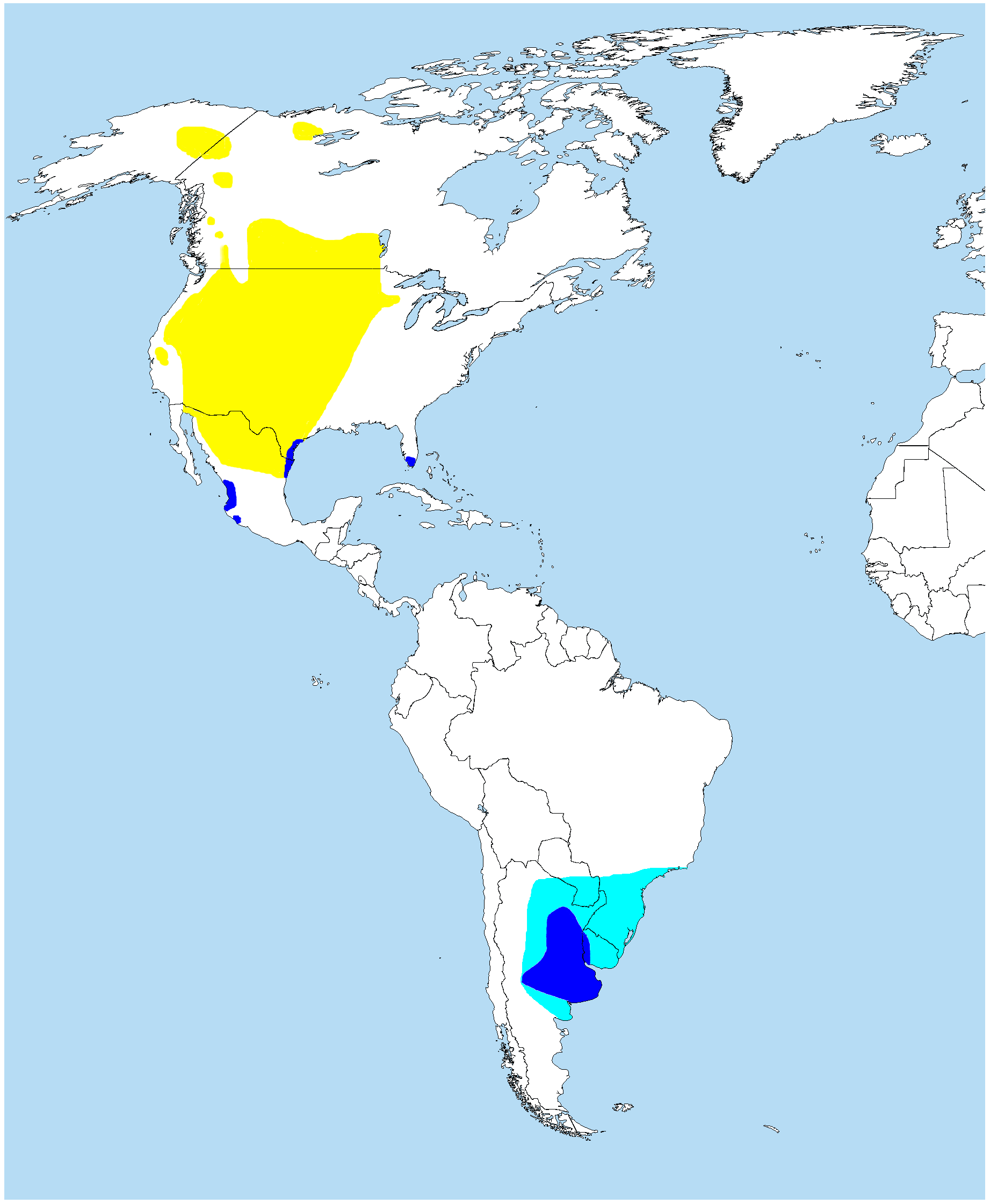
Verbreitungsgebiet des Präriebussards
gelb: Brutgebiet im Sommer
blau: Überwinterungsgebiet
hellblau: weniger häufig genutztes Überwinterungsgebiet

Der Präriebussard kommt in einem breiten Streifen vom Hinterland der Westküste der USA bis etwa zu deren Mitte, den Great Plains vor. Im Norden reicht sein Verbreitungsgebiet bis in den Südwesten Kanadas, im Süden bis in den Norden Mexikos.

## Wanderungen
Der Präriebussard ist ein Teilzieher, der Zug findet in großen Schwärmen statt. Der größte Teil überwintert in Südamerika, seltener Florida und im Central Valley in Kalifornien.

## Etymologie und Forschungsgeschichte
Die Erstbeschreibung des Präriebussards erfolgte 1838 durch Charles Lucien Jules Laurent Bonaparte unter dem wissenschaftlichen Namen Buteo Swainsoni. Der Name ist ein Ersatzname für Buteo vulgaris Audubon, 1837. 1799 führte Bernard Germain Lacépède die für die Wissenschaft neue Gattung Buteo ein. Dieser Begriff geht vermutlich auf Falco buteo Linnaeus, 1758 zurück und leitet sich lateinisch buteo, buteonis ‚Bussard‘ ab. Der Artname swainsoni ehrt William Swainson. Vulgaris bedeutet lateinisch vulgaris, vulgus ‚allgemein, gewöhnlich, niedrig, Menge, Mob‘. Buteo vulgaris Leach, 1816 war schon früher als Synonym für den Mäusebussard (Buteo buteo (Linnaeus, 1758)) verwendet worden und damit nach den Internationalen Regeln für die Zoologische Nomenklatur vorbelegt.